# Vetëlki (Territorio dell'Altaj)
Vetëlki (in russo Ветёлки?) è un centro abitato del Territorio dell'Altaj, situato nell'Alejskij rajon.